# Maximilianstraße 87 (Augsburg)

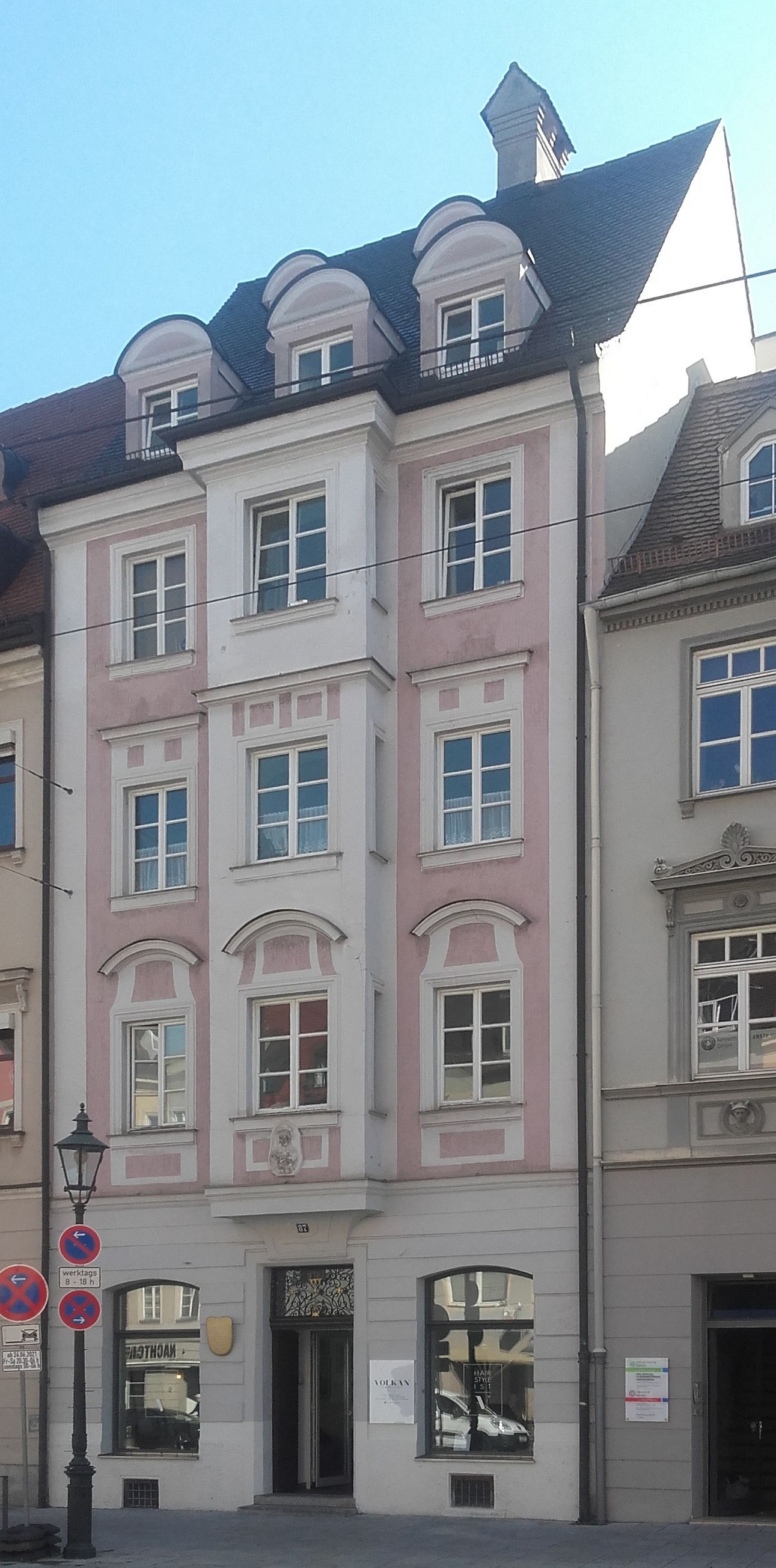
Die Maximilianstraße 87 in Augsburg (2021)

Das Bürgerhaus Maximilianstraße 87 (ehemals Litera A 37) befindet sich in der Innenstadt von Augsburg und ist als Baudenkmal in der Bayerischen Denkmalliste eingetragen. Es liegt im Westen an der Maximilianstraße an und erstreckt sich nach Osten bis hin zur schmalen Gasse Afrawald.

## Geschichte

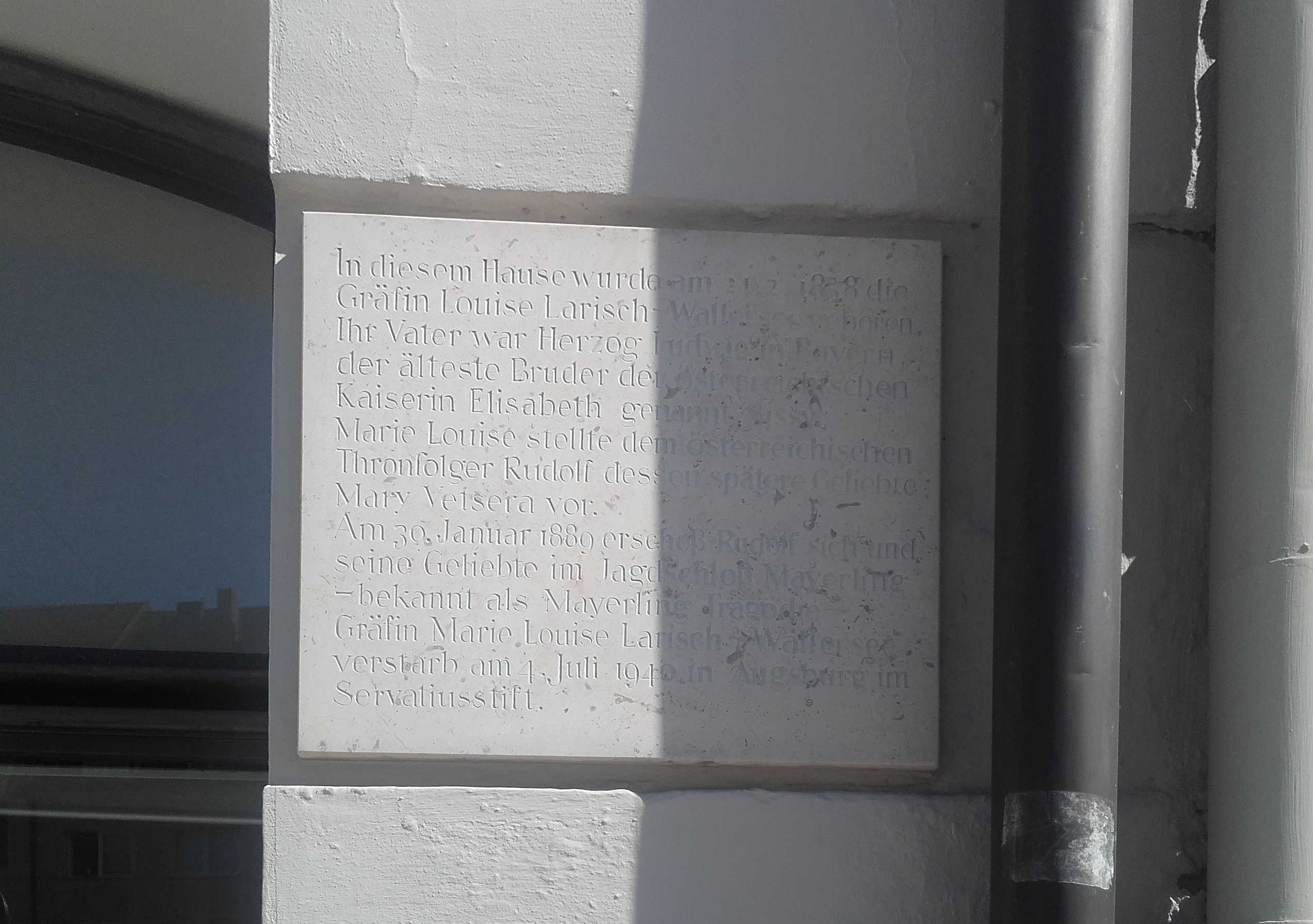
Eine Gedenktafel erinnert an Marie Louise von Larisch-Wallersee

Im Kern stammt das Haus aus der zweiten Hälfte des 16. Jahrhunderts. Um 1740 wurde der Dachstuhl erneuert und um 1760 die Fassade. 1858 kam in dem Haus Marie Louise von Larisch-Wallersee zur Welt. Eine Gedenktafel an der Fassade erinnert an dieses Ereignis.
Die Luftangriffe auf Augsburg im Zweiten Weltkrieg überstand das Haus unbeschadet. 1990 erfolgte eine komplette Sanierung des Gebäudes.

## Beschreibung
Bei dem Gebäude handelt es sich um einen viergeschossigen Traufseitbau mit Satteldach, das mit Gauben besetzt ist. Mittig in der Fassade zur Maximilianstraße ist ein Flacherker angeordnet (sogenanntes Augsburger Erkerhaus). Unterhalb des Erkers befindet sich ein schmiedeeisernes Oberlichtgitter. Die Fassade des Erdgeschosses ist genutet.